# AKB48の今夜はお泊まりッ
『AKB48の今夜はお泊まりッ』（エーケービーフォーティエイトのこんやはおとまりッ）は、2015年10月6日から12月22日まで、毎週火曜1時29分 - 1時59分（月曜深夜）に日本テレビで放送されていたバラエティ番組である。

## 概要
AKB48グループの次世代メンバーが、お泊まり会をコンセプトにパジャマ姿でちょっぴり危険なトークを展開する番組。トーク内容によってMCのおぎやはぎがランキングを決定、またランキングとは関係なく小木博明が気になったメンバーをMVPに選んだりする。
番組本編は放送終了後、日テレオンデマンドおよびHuluにて番組が配信された。また、AKB48グループの中から次世代MCを発掘する企画「AKB48の今夜は仕切りたいッ」が放送され、未公開部分を含む完全版がHuluにて限定配信された(Hulu版にはおぎやはぎは基本的に出演しない)。

## 出演者
- おぎやはぎ（小木博明・矢作兼）- MC
- AKB48グループメンバー
  - AKB48：飯野雅、市川愛美、大川莉央、大和田南那、小栗有以、川本紗矢、小嶋真子、後藤萌咲、坂口渚沙、佐藤妃星、達家真姫宝、谷口めぐ、永野芹佳、樋渡結依、福岡聖菜、向井地美音、村山彩希、湯本亜美、横山結衣
  - SKE48：東李苑、熊崎晴香、後藤楽々、惣田紗莉渚、谷真理佳、辻のぞみ[注 1]、水野愛理
  - NMB48：太田夢莉、渋谷凪咲、須藤凜々花、三田麻央
  - HKT48：荒巻美咲、神志那結衣、田中菜津美、田中美久、矢吹奈子
  - NGT48：荻野由佳、小熊倫実、加藤美南、西潟茉莉奈、山口真帆
  - 「今夜は仕切りたいッ」のみに出演
    - 岩田華怜、大島涼花、小笠原茉由、込山榛香、島田晴香、高橋朱里、中西智代梨、中村麻里子、前田亜美、宮崎美穂
- ゲスト
  - 大家志津香（AKB48） - 第11回
  - 北原里英（NGT48） - 第11回
  - 田中卓志（アンガールズ） - 第12回

## 放送日程
| 回 | 放送日         | トークテーマ・企画内容                                                          | 出演メンバー                                                                                   | 小木メン | AKB48の 今夜は仕切りたいッ                                 | 次世代 MC  | お休み前の 反省トーク      |
| -- | -------------- | ------------------------------------------------------------------------------- | ---------------------------------------------------------------------------------------------- | -------- | ---------------------------------------------------------- | ---------- | -------------------------- |
| 1  | 2015年 10月6日 | 私の身近にいるダメな大人 握手会でのとっておきのワザ                             | 大和田、川本 後藤萌、谷口 樋渡、村山 横山、東 後藤楽、惣田 谷、三田 田中美、矢吹 荻野、加藤    | 惣田     | 話しかけにくかったメンバーは?                              | 高橋朱里   | 大和田 後藤楽 惣田 矢吹    |
| 2  | 10月13日       | 男をオトす小悪魔テクニック もしも100万円をもらったら…?                          | 大和田、川本 後藤萌、谷口 樋渡、村山 横山、東 後藤楽、惣田 谷、三田 田中美、矢吹 荻野、加藤    | 横山     | 今後 仲良くなりたいメンバーは?                             | 小笠原茉由 | 後藤萌 谷口 横山 田中美    |
| 3  | 10月20日       | 私が恋したアニメキャラ 自分のキャラで困っている事                               | 大和田、川本 後藤萌、谷口 樋渡、村山 横山、東 後藤楽、惣田 谷、三田 田中美、矢吹 荻野、加藤    | 惣田     | 私のオススメ夜食                                           | 谷真理佳   | 村山 東 惣田 三田          |
| 4  | 10月27日       | 我が家だけ?信じられない絶対ルール 絶対にこれだけは信じてほしい話                | 飯野、市川 大和田、川本 小嶋、佐藤 谷口、永野 向井地、東 惣田、辻 水野、田中美 矢吹、加藤 山口 | 向井地   | 埋もれてしまっているメンバー                               | 岩田華怜   | 大和田 向井地 惣田 矢吹    |
| 5  | 11月3日        | 男って…ほんとわかんない!! 初めての告白!私って「黒い」かも                       | 市川、大和田 小嶋、佐藤 達家、永野 福岡、向井地 湯本、東 惣田、辻 水野、田中美 矢吹、加藤 山口 | 達家     | 透明になったら最初に何がしたい?                            | 大島涼花   | 小嶋 達家 矢吹 加藤        |
| 6  | 11月10日       | AKB48としての知られざる苦労 全力でマジギレされた話                              | 大和田、小嶋真 佐藤、達家 永野、福岡 向井地、湯本 東、惣田 辻、水野 田中美、矢吹 加藤、山口    | 湯本     | 意外だった先輩メンバーの一面                               | 中西智代梨 | 向井地 湯本 東 山口        |
| 7  | 11月17日       | バスの座席争奪トークバトル! 自分の不幸自慢 おぎやはぎを上手に接待できる?        | 大川、大和田 川本、坂口 佐藤妃、達家 谷口、東 惣田、太田 渋谷、須藤 荒巻、田中菜 加藤美、西潟  | -        | 私の周りの変な人                                           | 中村麻里子 | 大川 達家 渋谷 西潟        |
| 8  | 11月24日       | チーム対抗鍋の具材争奪戦 卒業が頭をよぎった瞬間 密かに優越感を感じる時          | 大川、大和田 川本、坂口 佐藤妃、達家 谷口、東 惣田、太田 渋谷、須藤 荒巻、田中菜 加藤美、西潟  | 須藤     | この子とは分かり合えないな と思うメンバーは?               | 島田晴香   | 大川 達家 渋谷 西潟        |
| 9  | 12月1日        | 一生忘れられない衝撃の一言 ワタシが絶対に許せないオンナ                         | 大川、大和田 川本、坂口 佐藤妃、達家 谷口、東 惣田、太田 渋谷、須藤 荒巻、田中菜 加藤美、西潟  | 谷口め   | 自分が男だったら 付き合いたいメンバーは?                   | 田中菜津美 | 大和田 川本 谷口 加藤 西潟 |
| 10 | 12月8日        | 私のモテ伝説 人生最大の大ゲンカ                                                 | 大和田、小栗 川本、小嶋 達家、谷口 村山、東 惣田、熊崎 渋谷、神志那 田中美、矢吹 小熊、加藤    | 小熊     | 仲良しメンバーとの(秘)LINE事情                             | 前田亜美   | 大和田 熊崎 渋谷 小熊      |
| 11 | 12月15日       | 私がくらったヒドすぎる仕打ち 男のココがうらやましい!                            | 大和田、小栗 川本、小嶋 達家、谷口 村山、東 惣田、熊崎 渋谷、神志那 田中美、矢吹 小熊、加藤    | 惣田     | 今まで一番キツかった仕事                                   | 宮崎美穂   | 小嶋真 村山 東 惣田        |
| 12 | 12月22日       | バラエティに出てみてわかった、 芸能界ってこういうとこだ! こんな自分が大好きです | 大和田、小栗 川本、小嶋 達家、谷口 村山、東 惣田、熊崎 渋谷、神志那 田中美、矢吹 小熊、加藤    | 田中美   | 最後にどうしても言っておきたい事 このメンバー実はこんな奴! | 込山榛香   | -                          |

## スタッフ
- 企画プロデュース：秋元康
- ナレーター：竹達彩奈
- 構成：三田卓人、大井洋一、渡辺陽介、石田ケント
- 美術協力：日テレアート
- 協力：AKS
- 企画協力：窪田康志、佐野裕一
- AP：花塚増央
- ディレクター：寺野慎一郎、師岡靖成、吉田晃浩、中尾光佐、平澤賢宗
- 演出：藤井良記
- コンテンツプロデューサー：毛利忍
- プロデューサー：井原亮子、齋藤匠、渡邊崇士
- 統括プロデューサー：中村博行
- チーフプロデューサー：糸井聖一
- 制作協力：acro
- 企画制作：日本テレビ
- 製作著作：「今夜はお泊まりッ」製作委員会（D.N.ドリームパートナーズ、VAP）

## ネット局
| 放送対象地域 | 放送局     | 系列           | 放送日時                     | 放送期間                     | 備考       |
| ------------ | ---------- | -------------- | ---------------------------- | ---------------------------- | ---------- |
| 関東広域圏   | 日本テレビ | 日本テレビ系列 | 火曜 1:29 - 1:59（月曜深夜） | 2015年10月6日 - 12月22日     | 制作局     |
| 新潟県       | テレビ新潟 | 日本テレビ系列 | 水曜 1:29 - 1:59（火曜深夜） | 2015年12月2日 - 2016年3月2日 | 遅れネット |